# Skyland: Początek Nowego Świata
Skyland: Początek Nowego Świata (fr. Skyland, Le Nouveau Monde) – francusko-kanadyjski serial animowany.
W roku 2251 Ziemia nie jest już sobą. Została podzielona na miliony kawałków, które krążą wokół jej jądra. Szalony władca Oslo, który kontroluje dystrybucję wody która jest teraz bardzo potrzebna uwięził Matkę. Lena, Mahad i ich załoga stają twarzą w twarz z Oslo, aby uwolnić Matkę i uratować świat przed zagładą.

## Historia Skylandu
Nowy rodzaj życia człowieka to Seijin (czyt. Sejdżin), który wchłania światło słoneczne, by wzmocnić zdolności telekinezy, zdolności telepatycznych, wyczuwanie obecności rzeczy i ludzi, tworzenie rygli i piłek energii. Jest też niewyraźne proroctwo dotyczenie pani światła, dziewczyny, która stanie się najpotężniejszym Seijin, która zjednoczy Ziemię obok nieznanego człowieka.
Sfera – dyktatura, która włada najcenniejszym zasobem: wodą. Władza Sfery jest narzucona przez Guardians, elitarny korpus Seijins, którzy zostali zabrani od ich rodzin w młodym wieku i szkoleni w Akademii Seijin. Liderem Guardians jest Oslo Seijin, który śpiąc przy świetle może używać mocy zarówno w dzień, jak i w nocy z oczywistą szkodą na jego zdrowiu. Sam on przeszedł przez Akademię Seijin, szkoląc obok jednakowo potężnego Seijin – Milę.
Pojawili się też rebelianci, którzy sprzeciwiają się Sferze. Piraci (buntownicy) kradną wodę. Jeden młody pirat, który kradł wodę publicznie spod nosa Sfery, został schwytany przez Milę na jej pierwszej misji strażnika. Pokazany świat z widoku pirata pozwala zrozumieć Mili co Sfera jest w stanie zrobić z rebeliantami. Ona zakochała się w piracie – Markusie, i razem z nim przekształcają niektóre bloki w prawdziwą groźbę przeciw Sferze.
Ale coś idzie niewłaściwie kiedy rebelianci uwalniają kontrolowane bloki od Sfery. Wielu piratów jest zabitych, Marcus znika i rebelia jest już prawie zniszczona.
Mila bierze swoją dwójkę dzieci: syna nazwał Mahada i córkę Seijin Lenę i uciekła do Babylonii, w sercu skontrolowanej Strefy. Pozostaje tam przez 12 lat, ukrywając zarówno córkę i jej własne zdolności Seijin.
Ale Oslo nigdy jej nie zapomniał. Jego fascynacja dla proroctwa i wiara to, że Mila jest panią światła, i że to oni byli wspomniani w proroctwie przeradza się w obsesję. W roku 2251, jego Guardians w końcu odnajdują Mile. Mila chcąc ratować dzieci trafia do więzienia Karzem – nieznanego miejsca w Skyland. Chociaż Mila nie wierzy w proroctwo i w to, że oni są tymi, do których to proroctwo się odnosi. Oslo przychodzi uwierzyć, że panią światła jest właśnie Lena, jej moc jest większa od mocy matki (Mili). Zanim Mila znalazła się w rękach Oslo, ukryła dzieci w ukradzionym statku Sfery z instrukcjami, by znaleźć człowieka zwanego Vector.
Mahad, odważny ale niezdarny siedemnastoletni pilot i jego siostra Lena, dwunastoletnia ale potężna Sejin, zostali zestrzeleni i wtedy zostali uratowani przez małą grupę piratów prowadzonych przez nieposkromionego Captain Corteza. Oni dołączają do ruchu oporu, który planuje odszukać Milę i znieść dyktaturę Sfery. Ale Oslo ma własny plan aby schwytać Lenę i wypełnić proroctwo, jednocząc Skyland pod jego władzą.

## Bohaterowie
- Lena – 12 lat. Jest inteligentna i rozsądna, w przeciwieństwie do Mahada. Lena jest potężnym Seijin, gdy ktoś kogo kocha jest zagrożony potrafi być naprawdę niebezpieczna. Ze względu na jej moc Oslo uważa ją za panią świata z przepowiedni. Włada telekinezą, potrafi tworzyć piłki energii, jak również wyczuwać z daleka obecność ludzi i rzeczy. uwierzonym przez Oslo, by być panią światła od proroctwa. Może lewitować, jak np. podczas powietrznej bitwy z Diwan. Gdy zaczyna używać swoich mocy szybko się męczy.
- Mahad – 17 lat. Mahad jest pełnym energii, impulsywnym chłopakiem, który lubi się popisywać. Kiedy był młodszy, był zawsze nieszczęśliwy, ponieważ nie miał ojca. W szkole pilotażu, był zawsze karany z powodu robienia ekstremalnych manewrów na symulatorach. Bardzo przeżył schwytanie Mili i z całego serca pragnie ją uwolnić. Mahad doskonale walczy bumerangiem i mimo młodego wieku jest niezrównanym piratem. Lata statkiem swojego ojca.
- Aran Cortes – 37 lat. Jest przybranym ojcem Chenga. Często nie ma żadnego pomysłu, dlatego słucha dzieci (szczególnie Mahada i Leny). Kortez jest przywódcą Piratów i dawnym przyjacielem Marcusa Farrella (męża Mili) Jego broń wyborową jest dubeltówka. Jest kapitanem Św. Nazariusza – statku.
- Oslo – 35 lat. Lider Strażników i komandor Sfery. Znał Milę z akademii. Dawniej byli najlepszymi przyjaciółmi. Na ich pierwszej misji, zostali wysłani, by schwytać Marcusa Farrella. Jednak Mila uciekła. Kiedy ponownie się spotkali usiłował przekonać ją, że to ona jest panią światła z przepowiedni, która ma rządzić Skylandem. Gdy dowiedział się, że córka Mili była o wiele potężniejsza, zdecydował się schwytać Lenę. Jest bardzo potężnym Seijin. Dzięki spaniu pod lampą imitująca światło słoneczne jest w stanie używać mocy nawet w nocy. Wpływa to jednak niekorzystnie na jego stan zdrowia.
- Dahlia – 20 lat. Z reguły jest oschła i arogancka. Często działa poważnie żeby odróżniać się od dzieci, ale od czasu do czasu pokazuje swoją psotną stronę. Z początku nie przepada za Mahadem i bardzo to okazuje, ale z czasem zaczyna go lubić, aż w końcu prawie dochodzi między nimi do pocałunku. Dahlia jest dumna, że walczy obok Corteza i ochrania ludzi Puerto Angel. Jest cenionym członkiem piratów. Jej bronią wyborową jest łuk energii.
- Diwan – 25 lat. Wyznaczona przez Oslo by osobiście schwytać Lenę. Jest łysa i ma czerwony tatuaż nad lewym okiem i cień do powiek na obu. Diwan robi wszystko, by pokazać swoje oddanie dla Oslo. To ona kontroluje Brygadierów. Niegdyś była jeńcem Piratów.
- Mila – 35 lat. Matka Leny i Mahada, jest seijin. W przeciwieństwie do Oslo, nigdy nie wierzyła w przepowiednię jakoby to oni razem mieli rządzić Skylandem. Z własnej woli wstąpiła do akademii Strażników, gdzie okazała się jedną z najzdolniejszych studentek. Tam też poznała Oslo. Na ich pierwszej wspólnej misji zostali wysłani, aby złapać Marcusa Farrella, Pirata, który sprzeciwił się Sferze. Mila dopadła go pierwsza, jednak Marsus uświadomił jej jak źli są Strażnicy. Uciekli razem i pobrali się, a z ich związku urodziła się dwójka dzieci, Mahad i tuż przed zniknięciu Marcusa, Lena. Mila wiedziała, że Oslo o niej nie zapomniał, dlatego ukryła się wraz z dziećmi na Babyloni udając farmerkę. Kilka lat później została odnaleziona przez Sferę. Wysłała Lenę i Mahada do swojego starego przyjaciela, a sama oddała się w ręce Brygadierów. Została uwięziona w więzieniu Karzem, skąd została uwolniona w ostatnim odcinku przez swoje dzieci.
- Marcus Farrell – Ojciec Leny i Mahada, mąż Mili. Był Piratem i najlepszym pilotem w Skylandzie. Przyjaźnił się z Cortezem. To on ukradł Sferze jedyny prototyp statku bojowego. Zniknął po narodzinach swojej córki. Mahad bardzo go podziwia i pragnie być taki sam jak on.

## Bloki
- Babylonia,
- Kharzem Prison,
- New York,
- Ningxia,
- Puerto Angel,
- Paris,
- Vandergaard

## Spis odcinków
| Premiera odcinka | N/o | Polski tytuł             | Angielski tytuł         |
| ---------------- | --- | ------------------------ | ----------------------- |
|                  |     |                          |                         |
| SERIA PIERWSZA   |     |                          |                         |
|                  |     |                          |                         |
| 01.01.2007       | 01  | Świt nowego dnia         | Dawn of New Day         |
| 08.01.2007       | 02  | Świt nowego dnia         | Dawn of New Day         |
|                  |     |                          |                         |
| 14.01.2007       | 03  | Wielki mur               | The Great Wall          |
|                  |     |                          |                         |
| 22.01.2007       | 04  | Mogura                   | Mogura                  |
|                  |     |                          |                         |
| 29.01.2007       | 05  | Archipelag wściekłości   | The Raging Archipelago  |
|                  |     |                          |                         |
| 05.02.2007       | 06  | Ludzie z czerwonej skały | The red rock people     |
|                  |     |                          |                         |
| 12.02.2007       | 07  | Bunt na pokładzie        | Mutiny                  |
|                  |     |                          |                         |
| 19.02.2007       | 08  | Manipulacje              | Manipulations           |
|                  |     |                          |                         |
| 26.02.2007       | 09  | Król jednego dnia        | King for a Day          |
|                  |     |                          |                         |
| 05.03.2007       | 10  | Oko cyklonu              | Eye of the cyclon       |
|                  |     |                          |                         |
| 12.03.2007       | 11  | Babilonia                | Babylonia               |
|                  |     |                          |                         |
| 19.03.2007       | 12  | Więzy krwi               | Blood Ties              |
|                  |     |                          |                         |
| 26.03.2007       | 13  | Żyć w Puerto Angel       | Life in Puerto Angel    |
|                  |     |                          |                         |
| 02.04.2007       | 14  | Cienie przeszłości       | Shadows of the Past     |
|                  |     |                          |                         |
| 09.04.2007       | 15  | W sercu areny            | The Heart of the Arena  |
|                  |     |                          |                         |
| 10.04.2007       | 16  | Powietrzne diabły        | The Wind Devils         |
|                  |     |                          |                         |
| 12.04.2007       | 17  | Wyspa dzieci             | the islan do child king |
|                  |     |                          |                         |
| 14.04.2007       | 18  | Tajemnica Corteza        | The Corte's secret      |
|                  |     |                          |                         |
| 16.04.2007       | 19  | Alicja                   | Alice                   |
|                  |     |                          |                         |
| 17.04.2007       | 20  | Sekretna moc             | The Secret Power        |
|                  |     |                          |                         |
| 20.04.2007       | 21  | Księga Świata            | The Book of Worlds      |
|                  |     |                          |                         |
| 21.04.2007       | 22  | Tajemnica Temuery        | The Secret of Temuera   |
|                  |     |                          |                         |
| 23.04.2007       | 23  | Projekt Blue Sky         | Blue Sky                |
|                  |     |                          |                         |
| 24.04.2007       | 24  | Inflitracja              | Infiltration            |
|                  |     |                          |                         |
| 26.04.2007       | 25  | Twierdza Kharzem         | Kharzem Fortress        |
| 29.04.2007       | 26  | Twierdza Kharzem         | Kharzem Fortress        |
|                  |     |                          |                         |